# Jay Ward
Jay Ward właśc. Joseph Troplong Ward (ur. 20 września 1920 w San Francisco, zm. 12 października 1989 w Los Angeles) – amerykański twórca i producent animowanych programów telewizyjnych kreskówek, reżyser i scenarzysta.

## Filmografia
producent
seriale
- 1949: Crusader Rabbit
- 1959: Rocky, łoś Superktoś i przyjaciele
- 1961: The Bullwinkle Show
- 1962: Aesop & Son

film
- 1959: The Watts Gnu Show
- 1975: The Golden Age of Buster Keaton

scenarzysta
seriale
- 1949: Crusader Rabbit

film
- 2000: Rocky i Łoś Superktoś

reżyser
- 1975: The Golden Age of Buster Keaton

## Wyróżnienia
Posiada swoją gwiazdę na Hollywoodzkiej Alei Gwiazd.